# Leptodactylus fuscus
Leptodactylus fuscus е вид жаба от семейство Жаби свирци (Leptodactylidae). Видът не е застрашен от изчезване.

## Разпространение
Разпространен е в Аржентина, Боливия, Бразилия, Венецуела, Гвиана, Колумбия, Панама, Парагвай, Перу, Суринам, Тринидад и Тобаго и Френска Гвиана.

## Описание
Популацията на вида е стабилна.